# Трошкова
Тро́шкова (рос. Трошкова) — присілок у складі Махньовського міського округу Свердловської області.
Населення — 44 особи (2010, 64 у 2002).
Національний склад населення станом на 2002 рік: росіяни — 98 %.